# Konventionen om olycksfallsersättning vid jordbruksarbete
Konventionen om olycksfallsersättning vid jordbruksarbete (ILO:s konvention nr 12 angående olycksfallsersättning vid jordbruksarbete, Convention concerning Workmen's Compensation in Agriculture) är en konvention som antogs av Internationella arbetsorganisationen (ILO) den 12 november 1921 i Genève. Konventionen fastställer regler för olycksfallsersättning för arbetare inom jordbruket. Konventionen består av 12 artiklar.

## Ratificering
Konventionen har ratificerats av 77 länder, varav ett land – Uruguay – har sagt upp den i efterhand.